# Vera Lúcia da Silva Valente Gaiesky
Vera Lúcia da Silva Valente Gaiesky (6 de dezembro de 1947) é uma cientista e entomóloga brasileira. É professora da Universidade Federal do Rio Grande do Sul, fazendo parte do Departamento de Genética.
É membro da Academia Brasileira de Ciências desde 2008, e fellow da Academia Mundial de Ciências (TWAS) desde 2016.

## Carreira Acadêmica
Se interessou por genética já na escola, no segundo grau. Fez estágio em genética durante a graduação, e terminou o curso de História Natural na UFRGS em 1970. Logo em seguida partiu para o mestrado, que concluiu em 1975.
Entre 1973 e 1974 trabalhou na Faculdade Católica de Medicina, mas logo retornou para a UFRGS, onde trabalha desde 1975, quando entrou como professora substituta. Fez seu doutorado enquanto trabalhava na instituição.
É membra do Departamento de Genética da UFRGS e atua no Programa de Pós-Graduação em Genética e Biologia Molecular da UFRGS. Ministra disciplinas sobre genética do desenvolvimento.
Estuda biologia evolutiva de Drosophilidae, investigando aspectos como Genética, Ecologia e Evolução, utilizando tanto abordagens “clássicas” quanto moleculares. Orientou os primeiros estudos latinoamericanos sobre transposons nesse grupo de moscas. Também trabalhou no estudo da filogenia das Drosophila, estudando D. willistoni e D. cardini, ajudando a entender a história evolutiva destes animais. Estudou a evolução cromossômica de diversas moscas neotropicais.